# قلندرخونه
قلندرخونه نمایشی است به نویسندگی و کارگردانی ایرج صغیری که در سال ۱۳۵۴ نخست در جشن هنر شیراز و سپس با دعوت به ۱۷ فستیوال بین‌المللی در سراسر جهان مواجه شد و در مهرماه ۱۳۵۴ در سالن اصلی تئاتر‌ شهر تهران و در آبان ماه همان سال در سالن ۲۵ شهریور تماشاخانه سنگلج روی صحنه رفت. این نمایش به عنوان برترین نمایش سال ۱۳۵۴ انتخاب و معرفی گردید.

## خلاصه داستان
داستان نمایش در شب عاشورا در مسجدی در بوشهر می‌گذرد. گروهی از کارگران بندر، معروف به «مزیری‌ها»، در قلندرخونه (آبدارخانهٔ مسجد) گرد آمده‌اند و دربارهٔ درگیری‌های خود با سرکارگرشان، «کل نعیم»، گفتگو می‌کنند. «اکبر»، سرگروه مزیری‌ها (کارگران کَشتی)، تصمیم دارد با نافرمانی از کل نعیم، اعتراض خود را نسبت به شرایط کاری و اجتماعی‌شان نشان دهد

## بازیگران
- حسین دهقانی
- عباس جوادی
- جواد تلیان
- غلامرضا فرج‌زاده
- حمید باغکی
- حبیب‌الله زالی
- علی‌اکبر ماشالله فرجی
- مسلم مکاری
- نجف کازرونی
- علی قربانی
- مجید خبرخوش
- غلامحسین بارونی

## ویژگی‌های هنری
«قلندرخونه» به انتخاب داوود رشیدی و عباس جوانمرد به جشن هنر شیراز راه یافت. رشیدی این نمایش را اصیل، ایرانی و ساختار گروه نمایشی را به‌دور از موج تئاتر غرب‌گرایی که آن‌روزها در کشور مرسوم بود می‌دانست. قلندرخونه با استفاده از عناصر آیینی مانند سینه‌زنی و دمام‌نوازی، فضایی حماسی و مذهبی خلق می‌کند که در خدمت بیان اعتراضات اجتماعی است. این نمایش با تلفیق سنت و مدرنیته، تصویری زنده از زندگی مردم جنوب ایران ارائه می‌دهد، ازاین‌رو می‌توان آن را «یک تئاتر قومی» دانست که از آداب و رسوم ملی نشئت گرفته. همان آداب رسومی که صغیری از کودکی با آن رشد یافته بود و حالا می‌شد آن را به عنوان نمایشی با واژه‌ها و اصطلاحات بومی زادگاه او روی صحنه تئاتر دید. نمایش قلندرخونه در دورهٔ خود با با ارائه سبک جدید اجرایی که توجه به فرهنگ و رسوم بومی جنوب ایران بود مورد توجه قرار گرفت.

## اجراها و تأثیرات
این نمایش برای نخستین‌بار در سال ۱۳۵۴ در نهمین جشن فرهنگ و هنر شیراز اجرا شد. در شروع، این نمایش به جای آنکه از روی صحنهٔ تئاتر آغاز شود از سالن انتظار دانشکدهٔ ادبیات شیراز (پردیس ارم) شروع شد و دستهٔ عزادار سینه‌زنان، با نواختن سنج و دمام و بوق شاخی، درحالی‌که پیشاپیش آنها دو تن عَلَم به‌دست حرکت می‌کردند، داخل تالار شدند. چند تن از بازیگران عود می‌سوزاندند و گلاب می‌پاشیدند و به سمت صحنه می‌رفتند. عبور دستهٔ عزاداران از میان تماشاگران در سالن انتظار مثل عبور آنها از کوچه‌های بوشهر بود. با این آغاز از همان لحظهٔ نخست بر این موضوع تأکید می‌شد که مراسم عزاداری عنصرِ عمدهٔ نمایش است. قلندرخونه سپس در مهر همان سال در سالن اصلی تئاتر شهر و در آبان در سالن ۲۵ شهریور تماشاخانه سنگلج به روی صحنه رفت. «قلندرخونه» به ۱۷ فستیوال جهانی دعوت شد و به‌عنوان نمایش برگزیدهٔ سال ۱۳۵۴ معرفی گردید. پس از اجرای این نمایش و تأثیرات آن، ایرج صغیری از سوی رسانه‌ها و منتقدان، پدر تئاتر آیینی ایران لقب گرفت.

## نقدها
- سیدمحسن حسن‌زاده (منتقد تئاتر):
{{نقل‌قول|قرار است دربارهٔ نمایشی صحبت کنیم که در زمان خود جریان‌ساز بوده است؛ زیرا بسیاری از آثاری که بعد از این اثر در جنوب کشور روی صحنه رفتند، وامدار این نمایش هستند. اینکه چرا «قلندر خونه» توانست به چنین موفقیتی برسد و مورد تحسین منتقدان و کارشناسان مختلف در جشن هنر شیراز قرار گیرد؟! موضوعی است که باید دربارهٔ آن صحبت کنیم فکر می‌کنم مهم‌ترین شاخصه «قلندر خونه»، پیشینه زیستی بوده که ایرج صغیری از آن منطقه داشته و آن را در اثر منعکس کرده است. این پیشینه با اتفاقات زمان تحصیل او در مشهد، پیوند خورده و سبب شده تا او عده‌ای را دور هم جمع کند و نمایشی چون «قلندر خونه» را روی صحنه بیاورد. تمام عوامل این نمایش یک تجربه زیستی مشترکی در آن فضا دارند و همین تجربه مشترک اشتراکاتی را برای گروه رقم می‌زند. در کنار آن اتفاقاتی را داریم که برای «قلندر خونه» در ساحت نمایشنامه رخ می‌دهد. هنر ایرج صغیری در این است که از تمام تجربیات زیستی و رویدادهایی که برای این گروه رخ داده، وام گرفته و قصه‌ای را پدیدمی‌آورد. البته سر منشأ این داستان ریشه در کودکی صغیری دارد. در واقع از یک رویداد واقعی الهام گرفته است. دربارهٔ اینکه داستان این اثر چطور در ذهن صغیری شکل گرفته است، باید بگویم که در جایی می‌گوید که من در کودکی با غلام سیاهی آشنا بودم. (سیاه‌هایی که آن زمان از آفریقا، هند و مناطق دیگر به بوشهر آمده بودند و در آنجا ساکن شده بودند) صغیری می‌گوید: او جوان ساده‌دلی بود که عاشق دختری شده بود اما دختر را به او ندادند. او کارهای باربری انگلیسی‌هایی که آنجا بودند را انجام می‌داد. اما همین اتفاق (نمایش) برای او نیز رخ داد. به صورتی که زیر بارها له شد و از بین رفت. در واقع اتفاقی که در نمایش می‌بینیم، وامدار این اتفاق اصلی بوده است. به صورتی که حتی نتوانستند جنازه را از روی زمین جمع کنند. 

بازنشر نقد روزنامهٔ اطلاعات دربارهٔ نمایش «قلندرخونه» در مجلهٔ نمایش، آذر و دی ۱۳۸۹

در شماره‌ای از مجلهٔ نمایش (آذر و دی ۱۳۸۹)، نقدی از نمایش قلندرخونه بازنشر شده است که نخستین‌بار در روزنامهٔ اطلاعات، شمارهٔ ۱۴۷۹۱، ۲ اردیبهشت ۱۳۵۴، صفحهٔ ۸ با عنوان قلندرخونه، دورخیزی به سوی تئاتر جهانی منتشر شده بود. در این نقد، اثر نوذر آذری به‌عنوان تلاشی نوآورانه برای بازآفرینی آیین‌های جنوب ایران در قالب تئاتر بررسی شده است. نویسنده با اشاره به جسارت کارگردان در استفاده از زبان آیینی، نمایش را واجد ارزش‌های مردم‌نگارانه و زیبایی‌شناسانه دانسته است. داستان نمایش را خط ارتباطی بر روی پیوند دادن و به خدمت درآوردن عوامل نمایشی بومی مانند سینه زنی، نوحه‌خوانی، رقص‌های بوشهری و شروه‌ها دانسته که در تار و پود یکدیگر تنیده شده‌اند و می‌توان ماحصل آن را اجرایی شورانگیز که مخاطبان را به‌دل خود می‌کشاند تفسیر کرد.
منابع:
- روزنامهٔ اطلاعات، شمارهٔ ۱۴۷۹۱، ۲ اردیبهشت ۱۳۵۴، ص ۸.
- مجلهٔ نمایش، دورهٔ جدید، آذر و دی ۱۳۸۹.

## ثبت ملی
در اردیبهشت ۱۴۰۴، نمایش «قلندرخونه» در فهرست آثار ملی میراث فرهنگی ناملموس ثبت شد. این ثبت با حضور شورای سیاست‌گذاری ثبت میراث ناملموس کشور در استان بوشهر و معرفی پرونده‌های ثبتی استان در حوزهٔ میراث ناملموس انجام شد.